# ジェシカ・ボウサス・マネイロ
ジェシカ・ボウサス・マネイロ（スペイン語: Jéssica Bouzas Maneiro, 2002年9月24日 - ）は、スペイン・ガリシア州ポンテベドラ県ビラガルシーア・デ・アロウサ出身の女子プロテニス選手。WTAツアーではシングルス・ダブルスともに未勝利。身長170cm。右利き、バックハンド・ストロークは両手打ち。WTAランキング最高位はシングルス50位、ダブルス201位。

## 経歴

### 2021年
2021年1月、エジプト・カイロで開催されたITFツアーで初優勝し、翌週でもカイロで開催された別大会で2週連続優勝した。

### 2022年
2022年6月にはアルジェリア・オランで開催された地中海競技大会に出場し、シングルスでは銅メダルを、ダブルスでは金メダルを獲得した。

### 2023年
2023年のユナイテッド・カップにはスペイン代表として出場し、デビュー戦となったオーストラリア代表戦ではオリヴィア・ガデツキに勝利した。スペイン代表の出場選手は男子がラファエル・ナダル、アルベルト・ラモス＝ビノラス、ダビド・ベガ・エルナンデス、女子がパウラ・バドサ、ヌリア・パリサス・ディアス、マネイロだった。
2023年ウィンブルドン選手権では予選を勝ち上がり、初めてグランドスラムの本戦に出場した。本戦1回戦で第26シードのアンヘリーナ・カリニーナに敗れた。

### 2024年
2024年4月にはITFツアーのサラゴサ・オープンでは、決勝で内島萌夏に敗れたものの準優勝し、WTAランキングを90位としてトップ100入りを果たした。4月のムチュア・マドリード・オープンでは予選を勝ち上がり、初めてWTA1000トーナメントの本戦に出場した。本戦1回戦では元世界ランキング2位のパウラ・バドサに勝利し、2回戦でエレナ・オスタペンコに敗れた。
2024年ウィンブルドン選手権では、1回戦で前回大会王者のマルケタ・ボンドロウソバに勝利し、2回戦では同朋のクリスティーナ・ブクサを破った。3回戦ではバルボラ・クレイチコバと対戦し、後に優勝する相手に途中棄権した。
2024年全米オープンでは、1回戦でペトラ・マルティッチに、2回戦で第31シードのケイティ・ボールターに勝利したが、3回戦で第6シードのジェシカ・ペグラに敗れた。

### 2025年
2025年全豪オープンでは、1回戦でソナイ・カルタルを破ったが、2回戦で第1シードのアリーナ・サバレンカに敗れた。
2025年全仏オープンでは、1回戦で第9シードのエマ・ナヴァッロを破り、2回戦でロビン・モンゴメリーを破ったが、3回戦でヘイリー・バプティストに敗れた。
2025年ウィンブルドン選手権では、2回戦で第28シードのソフィア・ケニン、3回戦でダヤナ・ヤストレムスカを破ったが、4回戦で第19シードのリュドミラ・サムソノワに敗れた。

## 4大大会成績
略語の説明
| W | F | SF | QF | #R | RR | Q# | LQ | A | Z# | PO | G | S | B | NMS | P | NH |

W=優勝, F=準優勝, SF=ベスト4, QF=ベスト8, #R=#回戦敗退, RR=ラウンドロビン敗退, Q#=予選#回戦敗退, LQ=予選敗退, A=大会不参加, Z#=デビスカップ/BJKカップ地域ゾーン, PO=デビスカップ/BJKカッププレーオフ, G=オリンピック金メダル, S=オリンピック銀メダル, B=オリンピック銅メダル, NMS=マスターズシリーズから降格, P=開催延期, NH=開催なし.

### シングルス
| 大会           | 2021 | 2022 | 2023 | 2024 | 2025 |
| -------------- | ---- | ---- | ---- | ---- | ---- |
| 全豪オープン   | A    | A    | Q3   | Q1   | 2R   |
| 全仏オープン   | A    | A    | Q1   | 1R   | 3R   |
| ウィンブルドン | A    | A    | 1R   | 3R   | 4R   |
| 全米オープン   | A    | A    | Q1   | 3R   |      |